# 丸山知紗
丸山知紗（まるやま ちさ、1990年2月6日 - ）は、日本のモデル・イベントコンパニオン。元ジュニアアイドルである。
劇団四季の同名の女優は別人。

## 来歴
1990年2月6日、奈良県に生まれる。両親の半ば強引な勧めにより2歳のときより芸能活動を行う。本人の記憶によると、近鉄百貨店でのファッションショーが初仕事である。
2003年、「ミスマガジン」ノミネート。
2004年、第15回制コレノミネート。
2005年、高見沢俊彦がプロデュースを手掛けたアイドルユニット「Doll's Vox」に参加。2005年8月10日、シングル『夢見るオモチャ箱～恋するdancing Doll』をリリース。
その後はレースクイーンなどとして活動。
2016年に結婚したことを発表した。

## 人物
- 苦手な科目は数学。得意な科目は国語[2]。
- カラオケで歌う曲は「中島美嘉、大塚愛、ジャニーズ、『ムーンライト伝説』、うる星やつら、『残酷な天使のテーゼ』など」[8]
- 好きな動物はハムスターとウサギ[8]
- 趣味・特技は読書、音楽鑑賞、水泳、習字、バレーボール[5]。

## フィルモグラフィ

### テレビ
- SDM発（2003-2004年、フジテレビ）
- ピュア・ラブ 34話 （2002年3月15日、TBS）- 横山みちる[9]
- 新ズッコケ三人組（2002年4月6日-、Eテレ）- コユキ

### DVD
- 知紗とデート（心交社、2002年11月22日）
- 美少女ソナタ さくら組 丸山知紗 14歳（バウハウス、2004年7月。ISBN 4894617501）[10]
- Tomorrow Girl（トリコロール、2005年5月21日）[8]

## 出版
- 山本純『シフォン: 丸山知紗ファースト写真集』（心交社、2002年11月20日。ISBN 9784883028047）
- SHOWN『あわいときめき』(ぶんか社、2003年12月。ISBN 9784821125821)
- 『美少女ソナタ写真集 もも組1番 丸山知紗 14歳』（バウハウス、2004年7月。ISBN 4894619806）[10]